# Lepanthes gabriellae
Lepanthes gabriellae är en orkidéart som beskrevs av Gerardo A. Salazar och Soto Arenas. Lepanthes gabriellae ingår i släktet Lepanthes och familjen orkidéer. Inga underarter finns listade i Catalogue of Life.